# Голова Європейської ради
Голова Європейської ради (також: Президент Європейської ради) — головний представник Європейського Союзу на світовій арені, а також очільник Європейської ради. Посада Голови Європейської ради — одна з інституцій ЄС, яка забезпечує політичне керівництво Європейським Союзом (ЄС). Нинішній президент — колишній прем'єр-міністр Португалії Антоніу Кошта, який змінив на цій посаді колишнього прем'єр-міністра Бельгії Шарля Мішеля.
Відповідно до Лісабонської угоди, статті 15 Маастрихтського договору, термін повноважень голови Європейської ради становить 2 роки і 6 місяців з можливістю продовження на 2-й термін. Призначення, а також зняття з посади голови, вимагає підтримки кваліфікованої більшості Європейської ради.
19 листопада 2009 року Європейська Рада вирішила, що її першим президентом в рамках Лісабонського договору стане Герман Ван Ромпей, експрем'єр-міністр Бельгії. Ван Ромпей вступив на посаду після набуття чинності Лісабонського договору. 30 серпня 2014 року Головою Європейської ради був обраний Дональд Туск, який вступив на посаду 1 грудня 2014.

## Історія
Перше засідання глав країн та урядів держав ЄС було проведене 1961 року як неформальний саміт, а 1974 року захід став офіційним, отримавши назву «Європейська рада». Автором назви став тодішній президент Франції Жискар д'Естен Валері. Головування в Європейській раді відбувалось за принципом головування у раді Європейського Союзу зі зміною керівної держави що шість місяців. Оскільки Європейська рада складається з національних лідерів, Рада працює під головуванням глави держави або уряду керівної держави

### Стала посада
Конституція ЄС та Конвенція про майбутнє Європи визначали посаду Президента Європейської ради як довгострокову і впливову посаду на довгий період головування. Оскільки Конституція була відхилена Референдуми, пов'язані з Європейським Союзом#Європейська Конституція в 2 державах-членах ЄС, запропонована посада так і не була створена. На заміну непідтриманій Конституції (а одночасно з Конституцією була відхилена і Конвенція про майбутнє ЄС) прийшов Лісабонський договір, який набув чинності 1 грудня 2009 року.
Перший президент, як очікувалось, мав встановити принцип діяльності для майбутніх голів, однак не було чіткого уявлення про функціональні обов'язки Президента. Одним варіантом було те, що президент буде виконувати адміністративну роль, як зазначено в Договорі, головуватиме на засіданнях і забезпечувати нормальне функціонування зовнішньої політики ЄС. Однак інший варіант передбачає більш активну роль президента в рамках Європейського Союзу і можливість здійснення ним зовнішньої політики. Ця посада мала бути, де-факто, посадою «Президента Європи», і, на відміну від першої моделі, особа, яка обійматиме цю посаду, мала представляти ЄС на міжнародній арені.
Лісабонський договір не визначає процесу висунення кандидатів на посаду Президента ради, унаслідок чого були запропоновані кілька офіційних і неофіційних кандидатів. На заключному засіданні Європейської ради за Лісабонським договором 19 листопада 2007 року президент Франції Ніколя Саркозі, попереджуючи можливі громадські спекуляції на тему кандидатів, назвав Тоні Блера, Феліпе Гонсалеса і Жана-Клода Юнкера гідними кандидатами. Однак внутрішньоєвропейські конфлікти (наприклад, ставлення до Війни в Іраку), стали причиною того, що усі названі кандидати відмовились від цієї посади.

### Перший голова
19 листопада 2009 року Герман Ван Ромпей, тоді — прем'єр-міністр Бельгії, був обраний на посаду першого постійного Голови (Президента) Європейської ради. Формальне рішення про призначення було прийнято після набуття чиності 1 грудня 2009 року Лісабонського договору. Тодішній прем'єр-міністр Великої Британії Ґордон Браун заявив, що Ван Ромпей отримав одностайну підтримку 27 лідерів ЄС на саміті в Брюсселі увечері 19 листопада 2009 року. Пан Браун також високо оцінив пана Ван Ромпея як 
| «будівельника» консенсусу, який приніс період політичної стабільності до своєї країни після кількох місяців невизначеності[12]. |

На пресконференції після свого призначення Ван Ромпей зазначив: 
| ...кожна країна повинна вийти переможцем із переговорів. Переговори, які закінчуються програшем однієї зі сторін, ніколи не будуть плідними. Я буду враховувати інтереси кожного. Навіть якщо наша єдність є нашою силою, наше різноманіття залишається нашим багатством... |

сказав він, підкресливши індивідуальність членів ЄС.
Перше засідання Ради Ван Ромпей провів у вигляді неформальної зустрічі у бібліотеці Solvay у Парку Леопольда, що в Брюсселі. Засідання відкрилось дебатами на тему довгострокових структурних економічних проблем, що стоять перед Європою.
Ван Ромпей також запропонував проводити засідання Європейської ради щомісяця, що перетворює його на урядовий кабінет.
Він формалізував свої відносини з Європейським парламентом. Хоча Ван Ромпей формально не підзвітний депутатам Європарламенту, він звітує перед парламентом після кожного засідання Європейської ради, регулярно зустрічається з політичними лідерами фракцій і щомісяця — з головою Європарламенту. Крім того, він погодився відповідати на письмові запитання європарламентарів.

## Обов'язки та повноваження

### До 2009 року
Роль Голови Європейської ради без успіху виконували почергово голови держав-членів ЄС. Ці президентства змінюються кожні шість місяців, тобто новий президент Європейської ради обирався двічі на рік. Керівній країні також було дозволено мати додаткові переговори.
Фактично президент був «першим серед рівних», керуючи діяльністю глав європейських держав і урядів в Раді. Бувши в першу чергу відповідальним за підготовку та головування на засіданнях Європейської ради, голова Європейської ради не мав виконавчих повноважень.

### Після 2009 року

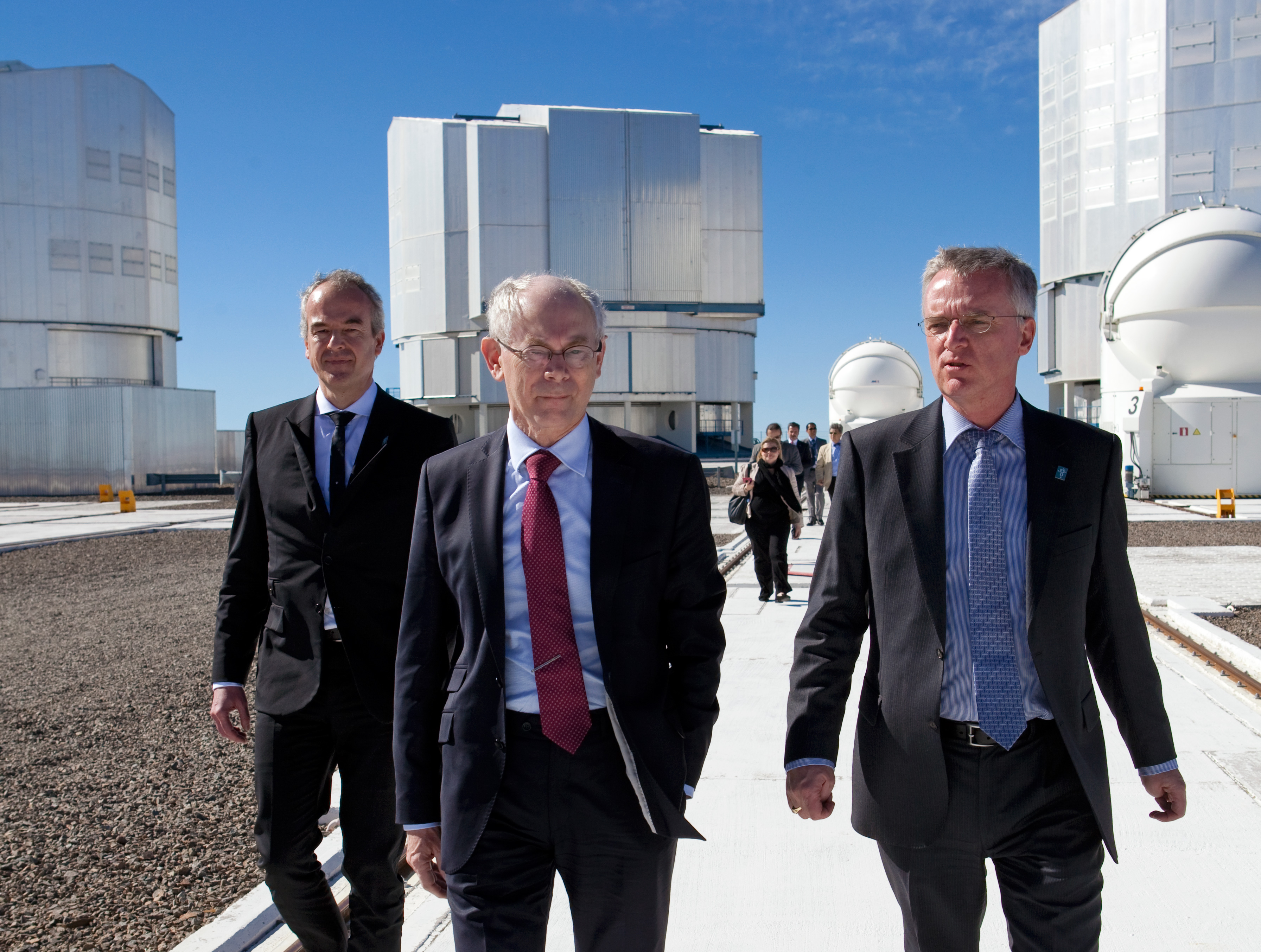
Президент Європейської ради Герман ван Ромпей під час візиту до Паранальської обсерваторії.

Після набуття чинности Лісабонських угод обов'язки голови Європейської ради стали наступними: підготовка роботи Європейської ради, організація та головування на її засіданнях, допомога у пошуках консенсусу між її членами та звітність у Європейському парламенті після кожного засідання. Президент також забезпечує зовнішнє представництво Союзу з питань спільної зовнішньої політики та політики безпеки, при цьому не беручи на себе повноважень Верховного представника Європейського Союзу з закордонних справ і безпеки. Деяке дублювання між ролями президента Європейської ради, голова Європейської Комісії та Верховних представників досі залишається невирішеним.
При реорганізації керівних постів ЄС у рамках Лісабонського договору прозвучала деяка критика нечіткості визначення обов'язків кожного з них. Так, посол України в ЄС Андрій Веселовський оцінив рамки діяльності нових керівників Європейського Союзу: 
| Президент Європейської комісії буде, керувати урядом ЄС, тоді як Президент Європейської Ради буде стратегом європейської політики. Верховний представник спеціалізуватиметься на міжнародних відносинах, а Європейський комісар з питань розширення та європейської політики сусідства керуватиме технічними питаннями при здійсненні зовнішньої політики та підписанні угод. Президент Європейського парламенту тим часом артикулює значення ЄС.[20] |
Голова Європейської ради також розширив свій вплив у фінансовій політиці. Багато змін у діяльності ЄС, які стали можливими після набуття чинності Лісабонського договору, безрезультатно намагались скасувати. Іспанія під час свого головування (I півріччя 2010 року) без успіху намагалась скасувати пост голови Європейської ради. Однак, під час головування Бельгії (II півріччя 2010 року) спроби скасувати цю посаду припинились, не в останню чергу через те, що Герман ван Ромпей — колишній прем'єр-міністр Бельгії.

## Привілеї Голови Європейської ради
Офіційні переговори про заробітну платню та привілеї виборного президента почалося у квітні 2008 року у рамках проєкту бюджету ЄС на 2009 рік. За результатами переговорів було вирішено, що президент повинен мати ті ж самі умови, що і Голова Європейської комісії, з основною зарплатою 138 % від найвищої Європейської цивільної зарплати, що становитиме €24874.62 на місяць.
Президент отримує службовий автомобіль із водієм та штат у приблизно 20 співробітників. Йому також виділяється житло (а не офіційна резиденція, яку вважають «занадто символічною»). Крім того, ідея приватного літака також була відхилена за «надмірну символічність», і як зазначив дипломат, розбіжність у привілеях між Радою Європи та Європейською комісією можуть тільки підживити суперництво між ними.
Можливість виділення більших пільг для голови Європейської ради, ніж для президента Єврокомісії, спонукало Європарламент погрожувати відмовою від прийняття бюджету на 2009 рік. Європарламентарі сприйняли велику заробітну платню і додаткові пільги як символічний сигнал, що пост Голови Європейської ради є важливішим і впливовішим, аніж пост Президента Єврокомісії.

## Адміністрація голови Європейської ради
Хоча Європейська рада є, відповідно до положень Лісабонської угоди, окремою установою ЄС, вона не має власної адміністрації. Адміністративна підтримка Європейської ради та її президента забезпечується Генеральним секретаріатом Ради Європейського Союзу. При цьому голова Європейської ради має власних радників.

## Список голів

### При почерговому головуванні
| Рік  | Період          | Посадова особа        | Європейська сторона                                        | Держава           |
| ---- | --------------- | --------------------- | ---------------------------------------------------------- | ----------------- |
| 1975 | Січень-червень  | Ліам Косґрейв         | Європейська народна партія                                 | Ірландія          |
| 1975 | Липень-грудень  | Альдо Моро            | Європейська народна партія                                 | Італія            |
| 1976 | Січень-червень  | Гастон Торн           | Європейська ліберально-демократична і реформістська партія | Люксембург        |
| 1976 | Липень-грудень  | Йооп ден Ойл          | Партія європейських соціалістів                            | Нідерланди        |
| 1977 | Січень-червень  | Джеймс Каллаган       | Партія європейських соціалістів                            | Велика Британія   |
| 1977 | Липень-грудень  | Джек Лінч             | Європейська ліберально-демократична і реформістська партія | Ірландія          |
| 1978 | Січень-червень  | Анкер Йоргенсен       | Партія європейських соціалістів                            | Данія             |
| 1978 | Липень-грудень  | Гельмут Шмідт         | Партія європейських соціалістів                            | Західна Німеччина |
| 1979 | Січень-червень  | Валері Жискар д'Естен | Європейська ліберально-демократична і реформістська партія | Франція           |
| 1979 | Липень-грудень  | Джек Лінч             | Європейська ліберально-демократична і реформістська партія | Ірландія          |
| 1980 | Січень-червень  | Франческо Коссіґа     | Європейська народна партія                                 | Італія            |
| 1980 | Липень-грудень  | П'єр Вернер           | Європейська народна партія                                 | Люксембург        |
| 1981 | Січень-червень  | Дріс ван Агт          | Європейська народна партія                                 | Нідерланди        |
| 1981 | Липень-грудень  | Маргарет Тетчер       | Позапартійний                                              | Велика Британія   |
| 1982 | Січень-червень  | Вілфрід Мартенс       | Європейська народна партія                                 | Бельгія           |
| 1982 | Липень-грудень  | Поуль Шлютер          | Європейська народна партія                                 | Данія             |
| 1983 | Січень-червень  | Гельмут Коль          | Європейська народна партія                                 | Західна Німеччина |
| 1983 | Липень-грудень  | Андреас Папандреу     | Партія європейських соціалістів                            | Греція            |
| 1984 | Січень-червень  | Франсуа Міттеран      | Партія європейських соціалістів                            | Франція           |
| 1984 | Липень-грудень  | Гаррет Фіцджеральд    | Європейська народна партія                                 | Ірландія          |
| 1985 | Січень-червень  | Беттіно Краксі        | Партія європейських соціалістів                            | Італія            |
| 1985 | Липень-грудень  | Жак Сантер            | Європейська народна партія                                 | Люксембург        |
| 1986 | Січень-червень  | Рууд Любберс          | Європейська народна партія                                 | Нідерланди        |
| 1986 | Липень-грудень  | Маргарет Тетчер       | Позапартійний                                              | Велика Британія   |
| 1987 | Січень-червень  | Вілфрід Мартенс       | Європейська народна партія                                 | Бельгія           |
| 1987 | Липень-грудень  | Поуль Шлютер          | Європейська народна партія                                 | Данія             |
| 1988 | Січень-червень  | Гельмут Коль          | Європейська народна партія                                 | Західна Німеччина |
| 1988 | Липень-грудень  | Андреас Папандреу     | Партія європейських соціалістів                            | Греція            |
| 1989 | Січень-червень  | Феліпе Гонсалес       | Партія європейських соціалістів                            | Іспанія           |
| 1989 | Липень-грудень  | Франсуа Міттеран      | Партія європейських соціалістів                            | Франція           |
| 1990 | Січень-червень  | Чарльз Хогі           | Європейська ліберально-демократична і реформістська партія | Ірландія          |
| 1990 | Липень-грудень  | Джуліо Андреотті      | Європейська народна партія                                 | Італія            |
| 1991 | Січень-червень  | Жак Сантер            | Європейська народна партія                                 | Люксембург        |
| 1991 | Липень-грудень  | Рууд Любберс          | Європейська народна партія                                 | Нідерланди        |
| 1992 | Січень-червень  | Анібал Каваку Сілва   | Європейська народна партія                                 | Португалія        |
| 1992 | Липень-грудень  | Джон Мейджор          | Позапартійний                                              | Велика Британія   |
| 1993 | Січень-червень  | Поуль Нюруп Расмуссен | Партія європейських соціалістів                            | Данія             |
| 1993 | Липень-грудень  | Жан-Люк Дегане        | Європейська народна партія                                 | Бельгія           |
| 1994 | Січень-червень  | Андреас Папандреу     | Партія європейських соціалістів                            | Греція            |
| 1994 | Липень-грудень  | Гельмут Коль          | Європейська народна партія                                 | Німеччина         |
| 1995 | Січень-червень  | Жак Ширак             | Позапартійний                                              | Франція           |
| 1995 | Липень-грудень  | Феліпе Гонсалес       | Партія європейських соціалістів                            | Іспанія           |
| 1996 | Січень-червень  | Романо Проді          | Європейська ліберально-демократична і реформістська партія | Італія            |
| 1996 | Липень-грудень  | Джон Братон           | Європейська народна партія                                 | Ірландія          |
| 1997 | Січень-червень  | Вім Кок               | Партія європейських соціалістів                            | Нідерланди        |
| 1997 | Липень-грудень  | Жан-Клод Юнкер        | Європейська народна партія                                 | Люксембург        |
| 1998 | Січень-червень  | Тоні Блер             | Партія європейських соціалістів                            | Велика Британія   |
| 1998 | Липень-грудень  | Віктор Кліма          | Партія європейських соціалістів                            | Австрія           |
| 1999 | Січень-червень  | Гергард Шредер        | Партія європейських соціалістів                            | Німеччина         |
| 1999 | Липень-грудень  | Пааво Ліппонен        | Партія європейських соціалістів                            | Фінляндія         |
| 2000 | Січень-червень  | Антоніу Гутерреш      | Партія європейських соціалістів                            | Португалія        |
| 2000 | Липень-грудень  | Жак Ширак             | Європейська народна партія                                 | Франція           |
| 2001 | Січень-червень  | Йоран Перссон         | Партія європейських соціалістів                            | Швеція            |
| 2001 | Липень-грудень  | Гі Верхофстадт        | Європейська ліберально-демократична і реформістська партія | Бельгія           |
| 2002 | Січень-червень  | Хосе Марія Аснар      | Європейська народна партія                                 | Іспанія           |
| 2002 | Липень-грудень  | Андерс Фог Расмуссен  | Європейська ліберально-демократична і реформістська партія | Данія             |
| 2003 | Січень-червень  | Костас Симітіс        | Партія європейських соціалістів                            | Греція            |
| 2003 | Липень-грудень  | Сільвіо Берлусконі    | Європейська народна партія                                 | Італія            |
| 2004 | Січень-червень  | Берті Ахерн           | Європейський альянс лібералів і демократів                 | Ірландія          |
| 2004 | Липень-грудень  | Ян Петер Балкененде   | Європейська народна партія                                 | Нідерланди        |
| 2005 | Січень-червень  | Жан-Клод Юнкер        | Європейська народна партія                                 | Нідерланди        |
| 2005 | Липень-грудень  | Тоні Блер             | Партія європейських соціалістів                            | Велика Британія   |
| 2006 | Січень-червень  | Вольфганг Шюссель     | Європейська народна партія                                 | Австрія           |
| 2006 | Липень-грудень  | Матті Ванганен        | Європейський альянс лібералів і демократів                 | Фінляндія         |
| 2007 | Січень-червень  | Ангела Меркель        | Європейська народна партія                                 | Німеччина         |
| 2007 | Липень-грудень  | Жозе Сократеш         | Партія європейських соціалістів                            | Португалія        |
| 2008 | Січень-червень  | Янез Янша             | Європейська народна партія                                 | Словенія          |
| 2008 | Липень-грудень  | Ніколя Саркозі        | Європейська народна партія                                 | Франція           |
| 2009 | Січень-травень  | Мірек Тополанек       | Альянс Європейських консерваторів та реформістів           | Чехія             |
| 2009 | Травень-червень | Ян Фішер              | Позапартійний                                              | Чехія             |
| 2009 | Липень-грудень  | Фредрік Райнфельдт    | Європейська народна партія                                 | Швеція            |

### Виборний голова
| Країна  | Портрет | Голова            | Європейська партія                      | Національна партія                 | Вступ на посаду | Закінчення повноважень |
| ------- | ------- | ----------------- | --------------------------------------- | ---------------------------------- | --------------- | ---------------------- |
| Бельгія |         | Герман ван Ромпей | Європейська народна партія              | Християнські демократи і фламандці | 1 грудня 2009   | 30 листопада 2014      |
| Польща  |         | Дональд Туск      | Європейська народна партія              | Громадянська платформа             | 1 грудня 2014   | 30 листопада 2019      |
| Бельгія |         | Шарль Мішель      | Альянс лібералів і демократів за Європу | Реформаторський рух                | 1 грудня 2019   | 1 грудня 2024          |